# Rennell và Bellona (tỉnh)
Rennell và Bellona là một tỉnh của quần đảo Solomon, gồm hai đảo có người ở là Đảo Rennell & Bellona hay còn được gọi là Mu Nggava và Mu Ngiki, ngoài ra còn bao gồm Indispensable Reef, một rạn san hô không có người ở bằm ở phía Nam đảo Rennell. Tỉnh Rennell và Bellona là nơi mà hầu hết cư dân của nó là người Polynesia, trong khi đó hầu hết các đảo và các tỉnh còn lại của quần đảo Solomon hầu hết là người Melanesia. Các đảo san hô đã chính thức được phát hiện bởi Mathew Boyd Camberwell, London, chỉ huy của con tàu buôn, Bellona, vào năm 1793. Tỉnh có tổng dân số 2377 (năm 1999). Thủ phủ của nó là Tigoa nằm trên đảo Rennell.

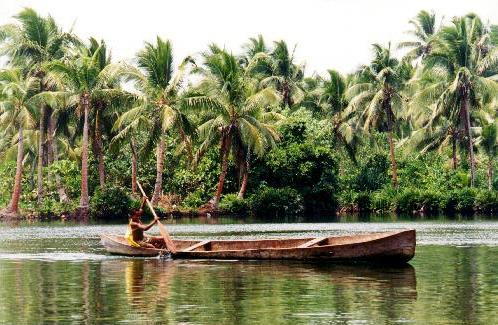
A dugout canoe on Lake Te Nggano

## Lịch sử
Năm 1793 đảo Bellona được đặt tên sau khi một tàu của Anh đi qua và phát hiện ra nó. Đảo Rennell có thể đã được đặt tên theo nhà hải dương học James Rennell, FRS (1742-1830). Năm 1799 theo một bản đồ cả hai hòn đảo đều tên là Bellonas. Năm 1816, hòn đảo được gọi là đảo Rennell. Tên địa phương của hai đảo là Mungiki (Bellona) và Mugaba (Rennell). Ý nghĩa của những cái tên chưa được biết. Những người trẻ tuổi trên cả hai đảo đôi khi sử dụng tên Avaiki cho cả hai đảo này. Theo người dân trên đảo, thì nơi đây vốn tồn tại sự diện diện của cư dân thuộc một nền văn hóa khác trước khi người Polynesia đến đây định cư trên những con thuyền. Ubea ngango (có thể là West Uvea trong quần đảo Loyalty, một lãnh thổ hải ngoại của Pháp, trên chuyến đi của họ có ghé qua Wallis & Futua và cuối cùng là đến Bellona, nơi mà người Hiti sinh sống, họ sống trong các hang đá hai bên đảo, người Hiti da đen, người thấp, họ để tốc dài đến đầu hối của mình và nói chuyện bằng một thứ ngôn ngữ tương đối dễ hiểu đối với những người Polynesia. Chính những người mới đến đã dần dần tiêu diệt người Hiti. Theo truyền thuyết thì người Polynesia khởi đầu trên đảo gồm có 7 đôi vợ chồng, họ tạo ra 7 gia tộc (sa’a), trong đó có 5 gia tộc là không còn. Tổ tiên của hai gia tộc Kaitu'u và Iho vẫn còn sinh sống ở các hòn đảo.

## Các hòn đảo
- Đảo Bellona
- Đảo Rennell

## Trích nguồn
1. ↑  Makaa, Gina (ngày 12 tháng 1 năm 2011). “RenBel Premier aims to stabilise provincial assembly”. Solomon Star. Bản gốc lưu trữ ngày 16 tháng 7 năm 2011. Truy cập ngày 8 tháng 3 năm 2011.

- Makaa, Gina (ngày 12 tháng 1 năm 2011). "RenBel Premier aims to stabilise provincial assembly". Solomon Star. Truy cập ngày 8 tháng 3 năm 2011.

## Liên kết
- Rennell Island Lưu trữ ngày 20 tháng 1 năm 2008 tại Wayback Machine
- Bellona Island Lưu trữ ngày 20 tháng 1 năm 2008 tại Wayback Machine
- Rennell Bellona Provincial Profiles from SIDAPP from the People First Network Lưu trữ ngày 4 tháng 1 năm 2003 tại Wayback Machine
- Digital Photo Library of Renbel from the People First Network[liên kết hỏng]
- Henua Distance Learning Centre, East Rennell Lưu trữ ngày 30 tháng 10 năm 2020 tại Wayback Machine